# Thiès (région)
Pour la ville, voir Thiès.
La région de Thiès est l'une des quatorze régions administratives du Sénégal. Elle est située dans l'ouest du pays, en couronne autour de la presqu'île du Cap-Vert. Le chef-lieu régional est la ville de Thiès.

## Géographie
Elle est dotée de deux façades maritimes, l'une au nord avec la Grande-Côte abritant la zone maraîchère des Niayes, l'autre au sud avec la Petite-Côte, l'une des zones les plus touristiques du Sénégal.
| Grande-Côte | Grande-Côte | Louga    |
| Dakar       | Thiès       | Diourbel |
| Petite-Côte | Petite-Côte | Fatick   |

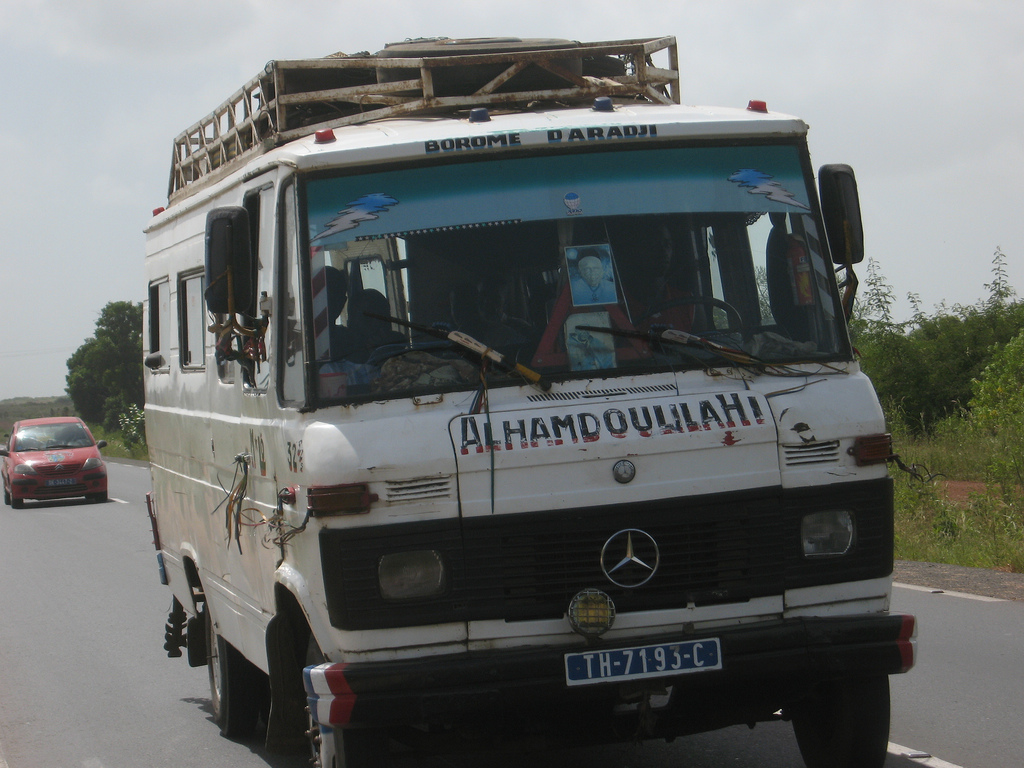
Un car rapide sur la route de Thiès.

Principale voie de passage entre la péninsule et le reste du pays, la région de Thiès a bénéficié d'un axe de communication d'abord lié au rail, puis aux nouvelles infrastructures routières.
De taille relativement modeste, c'est pourtant la région la plus peuplée après celle de Dakar, avec une population estimée à 1 442 338 habitants fin 2007.
Les Wolofs, mais aussi les Sérères y sont bien représentés. C'est principalement dans la région de Thiès que l'on parle un groupe de langues relativement rares, les langues cangin.
Alors que la confrérie tidjane est bien implantée dans le nord, autour de Tivaouane, c'est dans le sud que l'on trouve d'importantes communautés catholiques.
Les localités côtières vivent de la pêche, des cultures vivrières et du tourisme balnéaire. L'intérieur de la région appartient au bassin arachidier. L'extraction minière concerne surtout les phosphates.

## Organisation territoriale

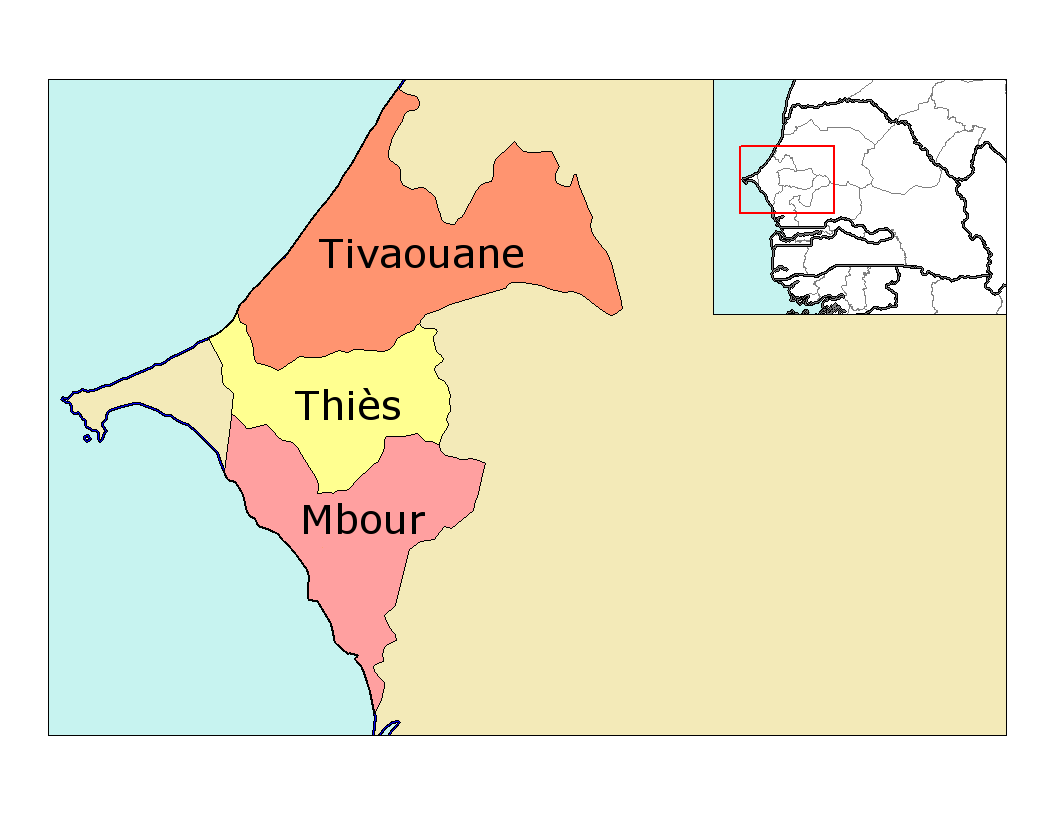
Les trois départements.

La ville de Thiès est le chef-lieu de la région et du département du même nom.

### Départements
La région est découpée en 3 départements : 
- M'bour ;
- Thiès ;
- Tivaouane.

### Arrondissements
La région comprend 12 arrondissements.
- Fissel
- Séssène
- Sindia
- Keur Moussa
- Notto
- Thiénaba
- Thiès Nord
- Thiès Sud
- Mérina Dakhar
- Méouane
- Niakhène
- Pambal

### Communes
La région compte 51 communes :
- Joal-Fadiouth ;
- M'bour ;
- Nguékhokh ;
- Thiadiaye ;
- Saly Portudal ;
- Ngaparou ;
- Somone ;
- Diass ;
- Fissel ;
- Malicounda ;
- Ndiaganiao ;
- Nguéniène ;
- Sandiara ;
- Somone ;
- Sinda ;
- Popenguine ;
- Kayar ;
- Khombole ;
- Pout ;
- Thiès Ville ;
- Thiès Nord ;
- Thiès Ouest ;
- Thiès Est ;
- Touba Toul ;
- Ndiéyène Sirakh ;
- Ngoundiane ;
- Notto ;
- Tassette ;
- Fandène ;
- Diender ;
- Thiénaba ;
- Keur Moussa ;
- Mboro ;
- Meckhe ;
- Tivaouane ;
- Darou Khoudoss ;
- Chérif Lo ;
- Koul ;
- Mbayène ;
- Méouane ;
- Mérina Dakhar ;
- Mont Rolland ;
- Ngandiouf ;
- Niakhène ;
- Notto Gouye Diama ;
- Pambal ;
- Pekesse ;
- Pire Gourèye ;
- Taïba Ndiaye ;
- Thilmakha ;

En 2003, la population rurale comptait 769 884 personnes, regroupées dans les villages de 31 communautés rurales devenues Communes par la loi du 28 décembre 2013.

## Histoire
Géographiquement, la région recouvre partiellement l'ancien royaume du Cayor et celui du Baol. Son développement s'est d'abord appuyé sur le chemin de fer, avec la ligne Dakar-Saint-Louis à la fin du XIXe siècle, puis avec celle du Dakar-Niger.
Administrativement, c'est l'une des plus anciennes du pays.